# Wybory prezydenckie w Turcji w 2018 roku
Wybory prezydenckie w Turcji w 2018 roku – wybory prezydenckie w Turcji, które odbyły się 24 czerwca 2018 roku (jednocześnie z wyborami parlamentarnymi). Wybory zakończyły się zwycięstwem dotychczasowego prezydenta Recepa Tayyipa Erdoğana, który zdobył 52,6% głosów. Głównym kontrkandydatem Erdoğana był socjaldemokrata Muharrem İnce, który uzyskał 30,6% głosów. Zaplanowanej na 8 lipca drugiej tury wyborów nie rozgrywano w wyniku zdecydowanego zwycięstwa Erdoğana. Frekwencja wyniosła 86,2%.
Pierwotnie wybory prezydenckie miały odbyć się w listopadzie 2019 roku, jednak w kwietniu 2018 roku Recep Tayyip Erdoğan postanowił je przyspieszyć. Prezydent uzasadnił swoją decyzję koniecznością szybkiego przejścia na system prezydencki, który według niego jest efektywniejszy w związku z wojną domową w Syrii. Muharrem İnce, kandydat Republikańskiej Partii Ludowej, apelował o pilnowanie urn wyborczych, by nie dopuścić do fałszerstw.
Do udziału w wyborach było uprawnionych 56 mln (z ok. 80 mln) mieszkańców Turcji.
Wybory prezydenckie i parlamentarne przypieczętowały zmianę systemu rządów z parlamentarnego na prezydencki. W wyniku referendum z 16 kwietnia 2017 roku prezydent Turcji będzie miał większą władzę, a urząd premiera zostanie zlikwidowany (szefem rządu zostaje głowa państwa).

## Wyniki
| Kandydat             | Partia                           | Liczba głosów | %     |
| -------------------- | -------------------------------- | ------------- | ----- |
| Recep Tayyip Erdoğan | Partia Sprawiedliwości i Rozwoju | 26 325 188    | 52,6% |
| Muharrem İnce        | Republikańska Partia Ludowa      | 15 336 861    | 30,6% |
| Selahattin Demirtaş  | Ludowa Partia Demokratyczna      | 4 205 243     | 8,4%  |
| Meral Akşener        | Dobra Partia                     | 3 649 253     | 7,3%  |
| Temel Karamollaoğlu  | Partia Szczęścia                 | 443 774       | 0,9%  |
| Doğu Perinçek        | Partia Patriotyczna              | 98 930        | 0,2%  |
| Źródło:              |                                  |               |       |